# Венгле
Венгле (нім. Wängle) —  громада округу Ройтте у землі Тіроль, Австрія.
Венгле лежить на висоті 882 м над рівнем моря і займає площу 9,34 км². Громада налічує 848 мешканців.
Густота населення 91/км².
|                                 |
| Венгле на мапі округу та землі. |

 Адреса управління громади: Oberdorf 4, 6610 Wängle.